# 闪电与圈

不列颠法西斯主义联盟黨旗

闪电与圈（英文：Flash and Circle），是不列顛法西斯聯盟（英文：British Union of Fascists，缩写为BUF）的第二个、也是最为人所知的黨徽，象徵该黨的「团结行动」（英文：action within unity）理念。
該標誌於二战后相繼被不少希望與納粹及法西斯保持距離而棄用其符號的右翼政黨及組織採用，包括不列顛法西斯主義聯盟創立者奥斯瓦尔德·莫斯利成立的的政党联合运动、欧洲国家党、美国民族复兴党以及新加坡人民行动党。BUF的反对者们将该标志謔称为“平底锅里的电火花”。

美國民族復興黨黨徽

新加坡人民行動黨黨徽，穿過藍圈的红色闪电象徵「社会/种族团结行动」，白色底色象征思想和行为上的纯洁。

## 流行文化

克莱夫·埃克斯顿中出现的“黑衫”使用的旗

在架空历史小说《在这里发生》里，“闪电与圈”是不列颠纳粹傀儡政权的标志。
在克莱夫·埃克斯顿改编自佩勒姆·格伦维尔·伍德豪斯（“吉夫斯”）的小说的电视剧里，一个类似的标志被一个叫“黑衫”的团体使用。该团体领导人为Roderick Spode，其原型为BUF的创始人奥斯瓦尔德·莫斯里。